# Wurzelsystem
Wurzelsysteme dienen in der Mathematik als Hilfsmittel zur Klassifikation der endlichen Spiegelungsgruppen und der endlichdimensionalen halbeinfachen komplexen Lie-Algebren.

## Definitionen
Eine Teilmenge {\displaystyle R} eines Vektorraums {\displaystyle V} über einem Körper {\displaystyle K} der Charakteristik 0 heißt Wurzelsystem, falls sie die folgenden Bedingungen erfüllt:
1. {\displaystyle R} ist endlich.
2. {\displaystyle R} ist ein lineares Erzeugendensystem von {\displaystyle V}.
3. Zu jedem {\displaystyle \alpha \in R} gibt es eine eindeutige Linearform {\displaystyle \alpha ^{\vee }\in V^{*}} mit den Eigenschaften:
  - Für {\displaystyle \beta \in R} gilt {\displaystyle \alpha ^{\vee }(\beta )\in \mathbb {Z} }.
  - {\displaystyle \alpha ^{\vee }(\alpha )=2}.
  - Die lineare Abbildung {\displaystyle s_{\alpha }\colon V\to V} mit {\displaystyle s_{\alpha }(x)=x-\alpha ^{\vee }(x)\cdot \alpha } bildet {\displaystyle R} auf {\displaystyle R} ab.

Die {\displaystyle \alpha \in R} heißen Wurzeln.
Ein reduziertes Wurzelsystem liegt vor, falls zusätzlich Folgendes gilt:
4. Sind zwei Wurzeln {\displaystyle \alpha ,\beta } linear abhängig, so gilt {\displaystyle \alpha =\pm \beta }
Die Linearform {\displaystyle \alpha ^{\vee }} wird die Kowurzel zu {\displaystyle \alpha } genannt; die Bezeichnung ist dadurch gerechtfertigt, dass die Kowurzeln ein Wurzelsystem im Dualraum {\displaystyle V^{*}} bilden.
Die Abbildung {\displaystyle s_{\alpha }} ist eine Spiegelung und natürlich ebenfalls eindeutig bestimmt.
Sind {\displaystyle \alpha } und {\displaystyle \beta } zwei Wurzeln mit {\displaystyle \alpha ^{\vee }(\beta )=0}, so kann man zeigen, dass auch {\displaystyle \beta ^{\vee }(\alpha )=0} gilt, und man nennt {\displaystyle \alpha } und {\displaystyle \beta } orthogonal zueinander.
Kann man das Wurzelsystem derart als Vereinigung {\displaystyle R=R_{1}\cup R_{2}} zweier nicht-leerer Teilmengen schreiben, dass jede Wurzel in {\displaystyle R_{1}} orthogonal zu jeder Wurzel in {\displaystyle R_{2}} ist, so heißt das Wurzelsystem reduzibel. In diesem Fall lässt sich auch {\displaystyle V} in eine direkte Summe {\displaystyle V_{1}\oplus V_{2}} zerlegen, sodass {\displaystyle R_{1}\subseteq V_{1}} und {\displaystyle R_{2}\subseteq V_{2}} Wurzelsysteme sind. Ist hingegen ein nicht-leeres Wurzelsystem nicht reduzibel, so heißt es irreduzibel.
Die Dimension des Vektorraums {\displaystyle V} heißt Rang des Wurzelsystems. Eine Teilmenge {\displaystyle \Pi } eines Wurzelsystems {\displaystyle R} heißt Basis, falls {\displaystyle \Pi } eine Basis von {\displaystyle V} ist und jedes Element von {\displaystyle R} als ganzzahlige Linearkombination von Elementen von {\displaystyle \Pi } mit ausschließlich positiven oder ausschließlich negativen Koeffizienten dargestellt werden kann.
Zwei Wurzelsysteme {\displaystyle R\subset V} und {\displaystyle R'\subset V'} sind genau dann zueinander isomorph, wenn es einen Vektorraumisomorphismus {\displaystyle \varphi \colon V\to V'} mit {\displaystyle \varphi (R)=R'} gibt.

## Skalarprodukt
Man kann auf {\displaystyle V} ein Skalarprodukt definieren, bezüglich dessen die Abbildungen {\displaystyle s_{\alpha }} Spiegelungen sind. Im reduziblen Fall kann man dieses aus Skalarprodukten auf den Komponenten zusammensetzen. Falls jedoch {\displaystyle R} irreduzibel ist, so ist dieses Skalarprodukt sogar bis auf einen Faktor eindeutig. Man kann dieses noch so normieren, dass die kürzesten Wurzeln die Länge 1 haben.
Man kann also im Prinzip davon ausgehen, dass ein Wurzelsystem in einem {\displaystyle K^{n}} (meist {\displaystyle \mathbb {R} ^{n}}) mit dessen Standardskalarprodukt „lebt“. Die Ganzzahligkeit von {\displaystyle \alpha ^{\vee }(\beta )} und {\displaystyle \beta ^{\vee }(\alpha )} bedeutet dann eine erhebliche Einschränkung für die möglichen Winkel zwischen zwei Wurzeln {\displaystyle \alpha } und {\displaystyle \beta }. Es ergibt sich nämlich aus
{\displaystyle \langle \alpha ,\beta \rangle ={\sqrt {\langle \alpha ,\alpha \rangle \langle \beta ,\beta \rangle }}\cdot \cos \measuredangle (\alpha ,\beta ),}
dass {\displaystyle 4\cos ^{2}\measuredangle (\alpha ,\beta )} ganzzahlig sein muss, was nur für die Winkel 0°, 30°, 45°, 60°, 90°, 120°, 135°, 150°, 180° der Fall ist. Zwischen zwei verschiedenen Wurzeln einer Basis sind sogar nur die Winkel 90°, 120°, 135°, 150° möglich. All diese Winkel treten tatsächlich auf, vgl. die Beispiele vom Rang 2. Weiter ergibt sich, dass auch für das Längenverhältnis zweier Wurzeln in derselben irreduziblen Komponente nur endlich viele Werte möglich sind.

## Weylgruppe
Die Untergruppe der Automorphismengruppe von {\displaystyle V}, die von der Menge der Spiegelungen {\displaystyle \{s_{\alpha }\mid \alpha \in R\}} erzeugt wird, heißt Weylgruppe (nach Hermann Weyl) und wird im Allgemeinen mit {\displaystyle W} bezeichnet. Bezüglich des definierten Skalarproduktes sind alle Elemente der Weylgruppe orthogonal, die {\displaystyle s_{\alpha }} sind Spiegelungen.
Die Gruppe {\displaystyle W} operiert treu auf {\displaystyle R} und ist daher immer endlich. Ferner operiert {\displaystyle W} transitiv auf der Menge der Basen von {\displaystyle R}.
Im Fall {\displaystyle K=\mathbb {R} } zerlegen die Spiegelungsebenen der {\displaystyle s_{\alpha }} den Raum jeweils in Halbräume, insgesamt in mehrere offene konvexe Teilmengen, die sogenannten Weylkammern.
Auch auf diesen operiert {\displaystyle W} transitiv.

## Positive Wurzeln, einfache Wurzeln
Nach Wahl einer Weyl-Kammer {\displaystyle {\mathfrak {a}}^{+}} kann man die Menge der positiven Wurzeln (genannt die fundamentale Weyl-Kammer) definieren durch
{\displaystyle R^{+}:=\left\{\alpha \in R\mid \forall x\in {\mathfrak {a}}^{+}\colon \alpha ^{\vee }(x)>0\right\}}.
Dies definiert eine Anordnung auf {\displaystyle R} durch
{\displaystyle \alpha >\beta \Longleftrightarrow \alpha -\beta \in \mathbb {Z} _{\geq 0}R^{+}}.
Die positiven bzw. negativen Wurzeln sind also diejenigen mit {\displaystyle \alpha >0} bzw. {\displaystyle \alpha <0}. Man beachte, dass diese Definition von der Wahl der Weyl-Kammer abhängt. Zu jeder Weyl-Kammer erhält man eine Anordnung.
Eine einfache Wurzel ist eine positive Wurzel, die sich nicht als Summe mehrerer positiver Wurzeln zerlegen lässt.
Die einfachen Wurzeln bilden eine Basis von {\displaystyle V}. Jede positive (negative) Wurzel lässt sich als Linearkombination einfacher Wurzeln mit nichtnegativen (nichtpositiven) Koeffizienten zerlegen.

## Beispiele
Die leere Menge ist das einzige Wurzelsystem vom Rang 0 und ist auch das einzige Wurzelsystem, das weder reduzibel noch irreduzibel ist.
Es gibt bis auf Isomorphie nur ein reduziertes Wurzelsystem vom Rang 1. Es besteht aus zwei von 0 verschiedenen Wurzeln {\displaystyle \{\alpha ,-\alpha \}} und wird mit {\displaystyle A_{1}} bezeichnet. Betrachtet man auch nicht-reduzierte Wurzelsysteme, so ist {\displaystyle \{-2\alpha ,-\alpha ,\alpha ,2\alpha \}} das einzige weitere Beispiel von Rang 1.
Alle reduzierten Wurzelsysteme vom Rang 2 haben, bis auf Isomorphie, eine der folgenden Formen. {\displaystyle (\alpha ,\beta )} ist jeweils eine Basis des Wurzelsystems.
| Root system A1×A1    | Root system A2  |
| Wurzelsystem A1 × A1 | Wurzelsystem A2 |
| Root system B2       | Root system G2  |
| Wurzelsystem B2      | Wurzelsystem G2 |

Im ersten Beispiel, {\displaystyle A_{1}\times A_{1}}, ist das Verhältnis der Längen von {\displaystyle \alpha } und {\displaystyle \beta } beliebig, in den anderen Fällen dagegen durch die geometrischen Gegebenheiten eindeutig bestimmt.

## Klassifikation
Bis auf Isomorphie ist sämtliche Information über ein reduziertes Wurzelsystem {\displaystyle R} in seiner Cartan-Matrix
{\displaystyle C(R)=(\beta ^{\vee }(\alpha ))_{\alpha ,\beta \in \Pi }}
enthalten. Man kann dies auch in Form eines Dynkin-Diagramms darstellen. Dazu setzt man für jedes Element einer Basis einen Punkt und verbindet die Punkte α und β durch Striche, deren Anzahl durch
{\displaystyle \beta ^{\vee }(\alpha )\alpha ^{\vee }(\beta )}
bestimmt wird. Sind dies mehr als einer, so setzt man zusätzlich zwischen beide Punkte ein Relationszeichen > bzw. <, d. h. einen „Pfeil“ in Richtung der kürzeren Wurzel. Die Zusammenhangskomponenten des Dynkin-Diagramms entsprechen genau den irreduziblen Komponenten des Wurzelsystems. Als Diagramm eines irreduziblen Wurzelsystems können nur auftreten:
Der Index {\displaystyle n} gibt hierbei jeweils den Rang und damit die Anzahl der Punkte im Diagramm an.
Aus den Dynkin-Diagrammen kann man mehrere Identitäten für Fälle kleineren Ranges ablesen, nämlich:
- {\displaystyle A_{1}=B_{1}=C_{1}}
- {\displaystyle B_{2}=C_{2}}
- {\displaystyle A_{3}=D_{3}}

Deshalb bildet beispielsweise {\displaystyle B} erst ab {\displaystyle n=2} und {\displaystyle D} erst ab {\displaystyle n=4} eine eigenständige Klasse.
Die zu den Serien {\displaystyle A_{n}} bis {\displaystyle D_{n}} gehörenden Wurzelsysteme werden auch als klassische Wurzelsysteme bezeichnet, die übrigen fünf als exzeptionelle oder Ausnahme-Wurzelsysteme.
Alle genannten Wurzelsysteme treten beispielsweise auch auf als Wurzelsysteme halbeinfacher komplexer Lie-Algebren.

### Nicht reduzierte Wurzelsysteme
Für irreduzible, nicht reduzierte Wurzelsysteme gibt es nur wenige Möglichkeiten, die gedacht werden können als die Vereinigung eines {\displaystyle B_{n}} mit einem {\displaystyle C_{n}} ({\displaystyle n\geq 1}) bzw. als ein {\displaystyle B_{n}}, bei dem für jede kurze Wurzel deren Doppeltes hinzugenommen wurde.

## Weitere Anwendungen

### Lie-Algebren
Es sei {\displaystyle {\mathfrak {g}}} eine endlich-dimensionale halbeinfache Lie-Algebra und {\displaystyle {\mathfrak {a}}\subset {\mathfrak {g}}} eine Cartan-Unteralgebra. Dann heißt {\displaystyle \alpha \in {\mathfrak {a}}} eine Wurzel, wenn
{\displaystyle {\mathfrak {g}}_{\alpha }:=\left\{Y\in {\mathfrak {g}}\mid \forall X\in {\mathfrak {a}}\colon \left[X,Y\right]=\alpha ^{\vee }(X)Y\right\}\not =\left\{0\right\}}
gilt. Hierbei ist {\displaystyle \alpha ^{\vee }\in {\mathfrak {a}}^{*}} die mittels der Killing-Form {\displaystyle B} durch
{\displaystyle \forall X\in {\mathfrak {a}}\colon \alpha ^{\vee }(X)=2{\frac {B(\alpha ,X)}{B(\alpha ,\alpha )}}}
definierte lineare Abbildung.
Sei {\displaystyle R\subset {\mathfrak {a}}} die Menge der Wurzeln, dann kann man zeigen, dass
{\displaystyle ({\mathfrak {a}},R)}
ein Wurzelsystem ist.

#### Eigenschaften
Dieses Wurzelsystem hat folgende Eigenschaften:
1. {\displaystyle {\mathfrak {a}}(\mathbb {R} ):=\left\{a\in {\mathfrak {a}}\mid \forall \alpha \in R\colon \alpha ^{\vee }(a)\in \mathbb {R} \right\}} ist eine reelle Form von {\displaystyle {\mathfrak {a}}}.
2. Für {\displaystyle \alpha \in R} gilt {\displaystyle n\alpha \in R} genau dann, wenn {\displaystyle n=\pm 1}.
3. Für alle {\displaystyle \alpha \in R} gilt {\displaystyle \operatorname {dim} ({\mathfrak {g}}_{\alpha })=1}.
4. Für alle {\displaystyle \alpha ,\beta \in R} gilt {\displaystyle {\mathfrak {g}}_{\alpha +\beta }=\left[{\mathfrak {g}}_{\alpha },{\mathfrak {g}}_{\beta }\right]}, insbesondere {\displaystyle \left[{\mathfrak {g}}_{\alpha },{\mathfrak {g}}_{-\alpha }\right]\subset {\mathfrak {a}}}.
5. {\displaystyle {\mathfrak {g}}_{\alpha },{\mathfrak {g}}_{-\alpha },\left[{\mathfrak {g}}_{\alpha },{\mathfrak {g}}_{-\alpha }\right]} spannen eine zur Lie-Algebra {\displaystyle {\mathfrak {sl}}(2,\mathbb {C} )} isomorphe Lie-Algebra auf.
6. Für {\displaystyle \alpha \not =\pm \beta } gilt {\displaystyle B({\mathfrak {g}}_{\alpha },{\mathfrak {g}}_{\beta })=0}, d. h., die Wurzelräume sind bzgl. der Killing-Form orthogonal. Die Einschränkung der Killing-Form auf {\displaystyle {\mathfrak {a}}} und {\displaystyle {\mathfrak {g}}_{\alpha }\oplus {\mathfrak {g}}_{-\alpha }} ist nicht-entartet. Die Einschränkung der Killing-Form auf {\displaystyle {\mathfrak {a}}(\mathbb {R} )} ist reell und positiv definit.

Endlich-dimensionale halbeinfache komplexe Lie-Algebren werden durch ihre Wurzelsysteme, also durch ihre Dynkin-Diagramme, klassifiziert.

#### Beispiel
Es sei {\displaystyle {\mathfrak {g}}={\mathfrak {sl}}(n,\mathbb {R} )}. Die Killing-Form ist {\displaystyle B(X,Y)=2n\operatorname {Tr} (XY)}, eine Cartan-Unteralgebra {\displaystyle {\mathfrak {a}}} ist die Algebra der Diagonalmatrizen mit Spur 0, also {\displaystyle {\mathfrak {a}}=\left\{\operatorname {diag} (\lambda _{1},\ldots ,\lambda _{n})\mid \lambda _{1}+\dotsb +\lambda _{n}=0\right\}}. Wir bezeichnen mit {\displaystyle e_{i}} die Diagonalmatrix mit {\displaystyle i}-tem Diagonaleintrag {\displaystyle \lambda _{i}=1} und den anderen Diagonaleinträgen gleich 0.
Das Wurzelsystem von {\displaystyle {\mathfrak {a}}} ist {\displaystyle R=\left\{e_{i}-e_{j}\mid 1\leq i\not =j\leq n\right\}}. Die zu {\displaystyle \alpha =e_{i}-e_{j}} duale Form {\displaystyle \alpha ^{\vee }\in {\mathfrak {a}}^{*}} ist
{\displaystyle \alpha ^{\vee }(\operatorname {diag} (\lambda _{1},\ldots ,\lambda _{n}))=\lambda _{i}-\lambda _{j}}.
Als positive Weyl-Kammer kann man
{\displaystyle {\mathfrak {a}}^{+}=\left\{\operatorname {diag} (\lambda _{1},\ldots ,\lambda _{n})\mid \lambda _{1}>\ldots >\lambda _{n},\lambda _{1}+\dotsb +\lambda _{n}=0\right\}}
wählen. Die positiven Wurzeln sind dann
{\displaystyle R^{+}=\left\{e_{i}-e_{j}\mid 1\leq i<j\leq n\right\}}.
Die einfachen Wurzeln sind
{\displaystyle \left\{e_{i}-e_{i+1}\mid 1\leq i\leq n-1\right\}}.

### Spiegelungsgruppen
Eine Coxeter-Gruppe ist abstrakt definiert als Gruppe mit Präsentation
{\displaystyle \left\langle r_{1},r_{2},\ldots ,r_{n}\mid (r_{i}r_{j})^{m_{ij}}=1\right\rangle }
mit {\displaystyle m_{ii}=1} und {\displaystyle m_{ij}\geq 2} für {\displaystyle i\neq j}, sowie der Konvention {\displaystyle m_{ij}=\infty }, falls {\displaystyle (r_{i}r_{j})} unendliche Ordnung hat, d. h., wenn es keine Relation der Form {\displaystyle (r_{i}r_{j})^{m}=1} gibt.
Coxeter-Gruppen sind eine Abstraktion des Begriffs der Spiegelungsgruppe.
Jeder Coxeter-Gruppe entspricht ein ungerichtetes Dynkin-Diagramm. Die Punkte des Diagramms entsprechen den Erzeugern {\displaystyle r_{1},r_{2},\ldots ,r_{n}}. Die {\displaystyle r_{i}} und {\displaystyle r_{j}} entsprechenden Punkte werden durch {\displaystyle m_{ij}} Kanten verbunden.

### Singularitäten
Nach Wladimir Arnold lassen sich Elementare Katastrophen durch Dynkin-Diagramme vom Typ ADE klassifizieren:
- {\displaystyle A_{0}} – ein nicht-singulärer Punkt, {\displaystyle V=x}
- {\displaystyle A_{1}} – ein lokales Extremum, entweder ein stabiles Minimum oder ein instabiles Maximum {\displaystyle V=\pm x^{2}+ax}
- {\displaystyle A_{2}} – die Faltung, fold
- {\displaystyle A_{3}} – die Spitze, cusp
- {\displaystyle A_{4}} – der Schwalbenschwanz, swallowtail
- {\displaystyle A_{5}} – der Schmetterling, butterfly
- {\displaystyle A_{k}} – eine unendliche Folge von Formen in einer Variablen {\displaystyle V=x^{k+1}+\dotsb }
- {\displaystyle D_{4}^{-}} – die elliptische umbilische Katastrophe
- {\displaystyle D_{4}^{+}} – die hyperbolische umbilische Katastrophe
- {\displaystyle D_{5}} – die parabolische umbilische Katastrophe
- {\displaystyle D_{k}} – eine unendliche Folge weiterer umbilischer Katastrophen
- {\displaystyle E_{6}} – die umbilische Katastrophe {\displaystyle V=x^{3}+y^{4}+axy^{2}+bxy+cx+dy}
- {\displaystyle E_{7}}
- {\displaystyle E_{8}}